# NGC 7217
NGC 7217 (другие обозначения — PGC 68096, UGC 11914, MCG 5-52-1, ZWG 494.2, KARA 947, IRAS22056+3106) — спиральная галактика (Sb) в созвездии Пегас.
Этот объект входит в число перечисленных в оригинальной редакции «Нового общего каталога».

## Особенности
NGC 7217 примечательна тем, что в ней наблюдает несколько концетрических колец звезд и пыли. 
Также в ядре галактики обнаружены группы звезд, которые двигаются в разные стороны. При этом эти группы звезд резко отличаются по возрасту. Вероятно, галактика является продуктом слияния двух дисковых галактик , каждая из которых вращается в противоположных направлениях относительно другой. Компьютерное моделирование показывает поглощение одной линзовидной галактикой насколько богатых газом небольших спиральных.  При столкновении возникла вспышка звездообразования.
NGC 4550 в центре имеет небольшое количество молекулярного водорода и межзвездной пыли.